# Нетленность Христа
Учение о нетленности Христа — теологическая концепция, которая относится к вопросу о том, в каком состоянии была плоть Иисуса Христа. Определение нетленности подразумевает, что в воплощении плоть Иисуса Христа не подверглась разложению, не претерпела гниения и осталась в нетленном состоянии. В этом контексте плоть Христа считается священной и нетленной. Однако у разных конфессий существуют различные мнения, когда о тленности или нетленности говорят в смысле возможности переносить непорочные страсти.
Важно отметить, что вопрос о тлении или нетлении плоти Христовой не имеет прямого отношения к основным доктринам христианства, таким как искупление, спасение и воскресение. Это тема, которая вызывает различные теологические интерпретации и дискуссии среди верующих и богословов, и каждая христианская традиция может иметь свое собственное понимание этого вопроса.

## Православие
Рассуждая о природе Христа, нельзя сказать, что Господь был полностью свободен от последствий первородного греха, хотя Он не имел личных грехов. Иисус Христос принял человеческую природу, которая была безгрешной, но все же подвержена так называемым безгрешным страстям, то есть различным страдательным состояниям. Эти состояния, такие как голод, жажда, усталость, страдания и смерть, не являются греховными, но они стали частью человеческой жизни из-за падения первых людей. Бог Слово принял человеческую природу в таком состоянии, чтобы разделить последствия падения и исцелить нашу природу, сделав условиями спасения условия падшего бытия.
Однако действие безгрешных страстей во Христе и в людях не является идентичным. Во-первых, в человеке эти страсти являются наказанием за грех, в то время как Христос принял их добровольно. Во-вторых, у нас эти страсти являются почвой для развития греховных страстей, в то время как в Христе тленность природы не приводила к искажению воли. В-третьих, у падшего человека безгрешные страсти действуют принудительно, в то время как у Христа они не противоречили Его свободе. По объяснению святых отцов, естественные наши страсти были во Христе сообразно природе и выше природы. Эти страсти были естественными для Него, так как проявлялись в соответствии с законами человеческой природы, которым Господь свободно подчинился при Воплощении. Однако эти страсти были выше природы, так как естественное в Христе не предшествовало Его воле, в Нем не было вынужденного, все было добровольным. Ибо Он добровольно испытывал жажду, добровольно испытывал голод и добровольно умер.
В богословском контексте тленность имеет два значения. Первое значение связано с распадением целого на составные элементы, и для этого чаще используется слово «истление». В этом смысле тело Христа считалось нетленным, даже после смерти. Это мнение было распространено как среди православных, так и среди миафизитов. Второе значение термина «тление» связано со страдательными состояниями. Именно в этом смысле возникла богословская дискуссия. Спор начался в VI веке между Севиром Антиохийским и Юлианом Галикарнасским, двумя влиятельными деятелями миафизитского движения. Юлиан и его сторонники придерживались взгляда, что Христос был нетленным по своей человеческой природе и не имел страдательных состояний, которым подвержены люди. Они были названы «афтартодокетами», так как их учение о «нетленности» Христа было считано подобным древнему учению докетизма. Севир Антиохийский, напротив, считал, что Христос по своей человеческой природе подвержен страдательным состояниям, которые присущи каждому из нас. Это взгляд близок к православной традиции. По мнению православных и севириан, Христос, приняв нашу природу, был подвержен страданиям и безгрешным страстям, таким как голод, жажда, усталость и тление.

Об этом подробно пишет преподобный Иоанн Дамаскин:
Имя тления обозначает двоякое. Ибо оно обозначает эти человеческие страсти: голод, жажду, утомление, прокалывание гвоздей, смерть или отделение души от тела и подобное. Сообразно с этим значением мы говорим, что тело Господа было подвержено тлению. Ибо все это Он воспринял добровольно. Но тление обозначает также и совершенное расторжение тела на те стихии, из которых оно сложено, и уничтожение, каковое многими лучше называется истлением. Тело Господа не узнало этого по опыту, как говорит пророк Давид: «яко не оставиши душу Мою во аде, ниже даси преподобному Твоему видети истления» (Пс. 15, 10). Итак, подобно безумному Юлиану и Гайяну, говорить, что тело Господа, сообразно с первым значением тления, было нетленно прежде воскресения, нечестиво. Ибо если оно было неистленно, то не было одной и той же сущности с нами, а также и призрачно, но не поистине произошло то, что, говорит Евангелие, случилось: голод, жажда, гвозди, прободение ребра, смерть. Если же это случилось только призрачно, то и таинство домостроительства было ложью и обманом, и Он по видимости только, а не поистине сделался человеком, и призрачно, а не поистине мы спасены; но — нет!; и те, которые говорят это, да лишатся участия в спасении! Мы же получили истинное спасение и получим. А что тело Господа — нетленно или неистленно, сообразно со вторым значением тления, мы исповедуем так, как передали нам богоносные отцы. Мы, конечно, говорим, что после воскресения Спасителя из мертвых тело Господа — нетленно и сообразно с первым значением; ибо через Свое тело Господь даровал и нашему телу как воскресение, так после этого и нетление, Сам сделавшись для нас Начатком и воскресения, и нетления, и бесстрастия. «Подобает тленному сему облещися в нетление» (1Кор. 15, 53), говорит божественный апостол.

## Армянская апостольская церковь
Армянская апостольская церковь отвергает точки зрения Юлиана и Севира и исповедует, что плоть Христа страдательна и смертна, но пребывает нетленной до Воскресения. Слово Бог воспринял не первозданную природу Адама, а нашу тленную природу — тленную плоть, грешные душу и дух, и, соединив их с Собою, отделил грех от души и духа, а тление от плоти. Рост и развитие плоти Господа свидетельствуют не о тлении, а наоборот, ибо рост и развитие совершенствуют чувственную систему плоти, а вот тление разлагает её. Армянские отцы, рассматривая страсти, подразделяли их следующим образом: вольные и невольные, а также порицаемые (греховные, ведущие к греху) и непорицаемые (безгрешные) страсти. Господь же воспринял вольные и непорицаемые, но не невольные и порицаемые, которые вынужденные, рабские и греховные.
Отношение Армянской церкви к учению о тлении, сформулированному на Халкидонском соборе и  в севирианской традиции точно выразил известный средневековый богослов Хосровик Толкователь:

Итак, если в Адамовом теле не были посеяны душевные и телесные страсти, значит, очевидно, что Христос, неся их, взял не Адамово тело, а наше, которое поддаётся смерти и тлению. А если Он имел первозданную природу, бесстрастную и бессмертную, тогда, согласно вам, ложным образом показал страсти. Опять же, если в создании Божием не было душевных и телесных страстей, тогда Христос предпочёл облачиться не в сотворенное им бесстрастное создание, а в наше, ставшее способно к страстям через грехи. Следовательно, мы с вами признали намного более прекрасной и совершенной нашу греховную природу, которая якобы для Него стала предпочтительной и желанной.
Итак, зачем мне продолжать их лживые бредни и мифическую галиматью? Далее продолжим наше мудрствование, которое и есть истина!

Можно сделать вывод, что Хосровик прекрасно знал о учении других Церквей и не просто отвергал его, но отвергал саму терминологию, которая у них сложилась. Он пишет далее:

Эй, вы, слушайте! Не надвое разделена человеческая природа, а один и тот же созданный в начале светоносный образ, который оказался замешанным во грехах. В этот образ облачился в последние дни Создатель, воссоздав его, потому что, как написано, во всем уподобился нам, кроме греха. Родился от Девы без семени, чтобы показать, что способна к рождению наша природа, установленная Им. Использовал пищу и ел по потребности, показывая, что способна к питанию и к еде наша природа. С ростом принял развитие, показывая, что наша природа способна к росту. Проявил в Своей плоти все человеческие страсти, душевные и телесные, настолько, насколько пожелал, когда и где пожелал. И чтобы показать, … что не за грехи эти страсти стали союзны нашей природе, а были дарованы нам Создателем для долголетия как помощь по природе.

Таким образом, отрицается понимание, что возможность страдать есть следствие грехопадения. Добровольные и безгрешные страсти были от начала союзны нашей природе. Поэтому Армянская церковь исповедует Христа нетленным как Адам до грехопадения с момента воплощения. Об этом пишет также святой и богослов Армянской церкви Григор Татеваци:

Они также говорят, что наше тело тленно, поэтому если Христос принял нетленное тело, то Он не спас нас, но спас только первую природу Адама, которая была нетленной на небесах.
Скажем, что Господь не взял наше тленное тело, грешные душу и дух и осуществил через нас спасение, но, соединив с Собою, отделил грех от души и тление от плоти, подобно как от золота отделить ржавчину. И от Девы родился бессмертный Бог с невинной душой и нетленным телом.
Скажем ещё, что Он не взял первую природу Адама, но воспринял из рода Адама нашу тленную и, соединив с Собою, преложил её в первую невинную и нетленную природу Адама.